# مينوميني (ويسكونسن)
مينوميني (بالإنجليزية: Menominee, Wisconsin)‏ هي بلدة تقع بولاية ويسكونسن في الولايات المتحدة. تبلغ مساحتها 945.3 (كم²)، وترتفع عن سطح البحر 315 م، بلغ عدد سكانها 4562 نسمة في عام 2000 حسب إحصاء مكتب تعداد الولايات المتحدة وتصل الكثافة السكانية فيها 4.9 نسمة/كم2.

## وصلات خارجية
- http://www.co.menominee.wi.us/ (joint county/town website)
- The US50 - Cities and Towns in Wisconsin State
- Wisconsin Cities and Towns, Facts, Map, Flag, Colleges, Government, and More